# Casone Spena
Il casone Spena fu un luogo di prigionia nazista allestito dall'esercito tedesco nel 1943, nei pressi della contrada Arcopinto, tra Afragola e Casoria.

## Storia

### Origini
L'edificio, sito in via Gran Sasso n. 6, era una masseria, forse di proprietà della nobile famiglia napoletana Spena; secondo il Gallo, infatti, il 31 agosto 1810 i conti Giovanni e Vincenzo Spena concessero in affitto l'omonima masseria di Cardito a Michelangelo Gallo, acquistata dalla famiglia il 17 novembre 1700.
Tuttavia, non è certo se quest'ultima sia la stessa chiamata Casone Spena, sita a Casoria al confine con Afragola.

### Occupazione nazista
Dopo l'arrivo degli Alleati ad Afragola il 3 ottobre 1943, attraverso la via Sannitica, il podestà Luigi Ciaramella fu sostituito da Roberto Rosano, commissario di Caivano.
I tedeschi, in seguito alla notizia dell'armistizio di Cassibile, iniziarono ad assoldare  manodopera civile, tra i quali operai specializzati, con l'obiettivo di trasportare i deportati in Germania.
Per far ciò, i militari, quindi, allestirono nella masseria una sorta di prigione, utilizzata come cava dai residenti; luogo nel quale erano, inoltre, raccolte acque in grandi vasche, un recinto per i capi di bestiame e le attrezzature confiscate.
Tuttavia, quel luogo restò attivo soltanto un mese, a causa dell'arrivo dei militari angloamericani il 3 ottobre 1943, i quali allestirono un campo di prigionia, il campo 209, nei pressi del rione San Marco e nelle Cinquevie.

Anche lo scrittore e giornalista Gaetano Capasso scrivendo del Casone conferma che:

## La vita nel Casone

### Condizioni dei prigionieri
Raffaele Scafuto, uno dei deportati al casone, riportò che: 
(Armando Izzo, Archivio afragolese n. 4, 2003)
Dopo un periodo di prigionia, che poteva variare da pochi giorni a intere settimane, i prigionieri venivano inviati a Maddaloni e da lì partire per il Nord.